# Premio della giuria: World Cinema Dramatic
Il Gran premio della giuria: World Cinema Dramatic è un premio assegnato dalla giuria del Sundance Film Festival al miglior film straniero candidato nella sezione competitiva del concorso, creato nel 2005 a seguito della distinzione tra pellicole locali e straniere da parte del festival.

## Vincitori
- 2005 - O Herói, regia di Zézé Gamboa (Angola, Francia, Portogallo)
- 2006 - 13 Tzameti, regia di Géla Babluani (Francia, Georgia)
- 2007 - Sweet Mud, regia di Dror Shaul (Israele, Germania, Giappone)
- 2008 - The King of Ping Pong, regia di Jens Jønsson (Svezia)
- 2009 - Affetti & dispetti, regia di Sebastián Silva (Cile, Messico)
- 2010 - Animal Kingdom, regia di David Michôd (Australia)
- 2011 - Happy happy, regia di Anne Sewitsky (Norvegia)
- 2012 - Violetta Went to Heaven, regia di Andrés Wood (Cile, Argentina, Brasile, Spagna)
- 2013 - Jiseul, regia di O Muel (Corea del Sud)
- 2014 - To Kill a Man, regia di Alejandro Fernández Almendras
- 2015 - Slow West, regia di John Maclean (Australia)
- 2016 - Sufat Chol, regia di Elite Zexer
- 2017 - Omicidio al Cairo (The Nile Hilton Incident), regia di Tarik Saleh (Svezia)
- 2018 - Butterflies di Tolga Karaçelik (Turchia)
- 2019 - The Souvenir, regia di Joanna Hogg (Regno Unito)
- 2020 - Yalda, regia di Massoud Bakhshi